# Гажур Олександр Анатолійович
Олекса́ндр Анато́лійович Гажур (18 червня 1975 — 29 серпня 2014) — молодший сержант Збройних сил України, учасник російсько-української війни.

## Короткий життєпис
Народився 1975 року в місті Кривий Ріг (район Інгулець). Працював на Інгулецькому ГЗК у цеху технологічного автотранспорту.
У часі війни — снайпер стрілецької роти 40-го батальйону територіальної оборони «Кривбас».
Загинув при виході колони з Іловайська «гуманітарним коридором», який обстріляли російські війська біля села Новокатеринівка.
2 вересня 2014-го тіло Максима разом з тілами 87 інших загиблих у Іловайському котлі привезено до запорізького моргу.
Поховали Олександра 11 вересня на Дем'янівському кладовищі міста Кривий Ріг.
Залишились дружина, син та донька.

## Нагороди та вшанування
За особисту мужність і героїзм, виявлені у захисті державного суверенітету та територіальної цілісності України, вірність військовій присязі під час російсько-української війни, відзначений — нагороджений
- 15 травня 2015 року — орденом «За мужність» III ступеня (посмертно)[1]
- на будинку, де проживав Олександр, відкрито меморіальну дошку його честі
- Іловайський Хрест (посмертно)
- Його портрет розміщений на меморіалі «Стіна пам'яті полеглих за Україну» в Києві: секція 3, ряд 1, місце 33
- Вшановується 29 серпня на щоденному ранковому церемоніалі вшанування українських захисників, які загинули цього дня в різні роки внаслідок російської збройної агресії[2]